# Un puente hacia Terabithia (novela)
Un puente hacia Terabithia (Bridge to Terabithia en su título original) es una novela de literatura infantil acerca de dos chicos solitarios que crean un reino mágico en un bosque. Escrita por Katherine Paterson, fue publicada por primera vez en 1977, y ganó la Medalla Newbery en 1978. Para escribirla, Paterson se inspiró en un hecho real que ocurrió en agosto de 1974, cuando una amiga de su hijo murió cuando un rayo la alcanzó en la playa. 
Un puente hacia Terabithia cuenta la historia de un niño de quinto grado, Jess Aarons, que se hace amigo de su nueva vecina y compañera de clase, Leslie Burke, quien le gana en una carrera. Leslie es una chica inteligente, sociable y con talento de una familia pudiente, y a Jess le llama la atención. Él es un joven artista perteneciente a una familia humilde y al principio de la historia es tímido, cobarde, irascible y pesimista. Tras conocer a Leslie, Jess se transforma. Se vuelve valiente y abandona su ira y frustración. Jess y Leslie crean juntos un reino mágico para ellos solos, al que Leslie llama "Terabithia".
El contenido de la novela ha sido frecuentemente blanco de los censores, y aparece en el puesto nueve de la lista elaborada por la American Library Association de los cien libros más cuestionados de la década 1990-2000. Es estudiado en clases de filología inglesa en Australia, Canadá, Nueva Zelanda, Reino Unido y Estados Unidos. 
La novela ha sido llevada a la pantalla en dos ocasiones: una película para televisión realizada por PBS en 1985 y una versión cinematográfica producida por Walt Disney Pictures, Walden Media y Klasky Csupo estrenada en 2007.

## Antecedentes
Katherine Paterson pasó un tiempo viviendo en Takoma Park, Maryland, un suburbio de Washington, D. C. La historia de la novela está inspirada en un hecho real que ocurrió en agosto de 1974, cuando Lisa Hill, la mejor amiga de su hijo David, murió al ser alcanzada por un rayo en Bethany Beach (Delaware), cuando tenía ocho años.
Un árbol dedicado a la joven está plantado como monumento conmemorativo en la Escuela Elemental de Takoma Park, una escuela local para niños desde preescolar hasta segundo grado, a la que David y Lisa asistían. Un arroyo que corre por Takoma Park, Sligo Creek, posiblemente fue una fuente de inspiración. David y Lisa están representados en la novela en los personajes de Jess y Leslie, respectivamente.
El nombre Terabithia, el reino imaginario, recuerda mucho a Terebinthia, una isla de Narnia, creada por C. S. Lewis y que aparece en las novelas El príncipe Caspian (1951) y La travesía del Viajero del Alba (1952). Paterson dijo en 2005:

Pensé que lo había inventado. Luego, releyendo La travesía del Viajero del Alba de C. S. Lewis, me di cuenta de que probablemente había tomado el nombre de la isla de Terebinthia, que aparece en ese libro. No obstante, probablemente Lewis tomó el nombre del árbol terebinto de la Biblia, así que los dos copiamos el nombre de otro sitio, probablemente sin saberlo.

Un puente hacia Terabithia hace una referencia directa a Las crónicas de Narnia, cuando Leslie le presta esos libros a Jess para que aprenda a comportarse como un rey.

## Resumen del argumento
Jesse (más conocido como Jess) Aarons, el único varón de una familia de cinco hermanos, vive en la zona rural del suroeste de Virginia. Su madre trata preferentemente a sus hermanas Brenda, Ellie, May Belle, y Joyce Ann, mientras su padre trabaja en Washington D. C. y pasa poco tiempo con sus hijos. May Belle, la segunda hermana más pequeña, adora a Jess y le admira. Leslie Burke es una hija única que se muda a la zona donde vive Jess y a la casa de al lado de la suya. Sus padres, ambos escritores, son bastante adinerados. Después de que Jess ha pasado el verano entrenando para convertirse en el chico más rápido de su clase, Leslie le gana a él y a todos los chicos de su clase en una carrera, lo que causa el rechazo inicial de Jess.
A pesar de tener que enfrentarse a los abusones que le hacen la vida imposible en la escuela, Jess espera el momento de la clase de música debido a lo mucho que le gusta la señorita Edmunds, la joven y bella profesora. Sin embargo, a Jess empieza a llamarle la atención Leslie, ya que ve que es solitaria e incomprendida como él, y los dos se hacen pronto buenos amigos. Jess comparte su afición al dibujo con Leslie, y Leslie comparte con él su afición a inventar historias. Con esta nueva amistad, los dos niños crean un reino imaginario en un bosque cercano a sus casas, al que solo se puede acceder columpiándose con una cuerda que cuelga de la rama de un árbol sobre un arroyo. Deciden llamar a ese reino Terabithia, se nombran a sí mismos rey y reina, y pasan todos los días allí después de la escuela. En Terabithia, son capaces de enfrentarse a sus miedos del mundo real, como la abusona Janice Avery.
En la escuela, Janice le roba un paquete de twinkies a May Belle, la hermana pequeña de Jess, y ellos deciden gastarle una broma escribiendo una carta de amor falsa y firmándola con el nombre de Willard Hughes, el chico que le gusta a Janice. Su plan tiene éxito y Janice es ridiculizada en público. Sin embargo, Leslie la encuentra llorando en el baño de las chicas, y Janice le acaba contando que su padre la golpea a menudo, lo que explica su comportamiento hostil y su difícil relación con los demás. Después de esto, Jess y Leslie desarrollan simpatía y también algo de amistad hacia Janice. Mientras tanto, el vínculo entre Jess y Leslie se hace cada vez más fuerte. Continúan disfrutando juntos sus aventuras en Terabithia, Leslie le regala a Jess un cuaderno de dibujo y un estuche de pinturas, y Jess le regala a Leslie un perro al que ella llama Príncipe Terrien, o "P.T." para abreviar. Ellos consideran a P.T. como el protector real, príncipe de Terabithia y juglar de la corte.
Jess se queja de tener que ir a misa con su familia por Pascua y Leslie pregunta si puede ir. Al no saber qué responder, Jess se lo pregunta a su madre, que acepta a regañadientes. Tras la misa, Leslie se pregunta qué les ocurre a los que no creen en Dios, y May Belle responde que son condenados al infierno, aunque Jess no lo tiene muy claro.
Un día, la señorita Edmunds invita a Jess a ir a visitar un museo con ella, y Jess acepta sin comunicárselo a sus padres ni a Leslie, ya que quiere pasar el día a solas con su profesora favorita. Cuando llega a casa tras disfrutar del día, se encuentra a su familia esperándole preocupada porque no sabían dónde estaba, y le dicen que Leslie ha muerto cuando trató de cruzar el arroyo, ya que la cuerda se rompió y ella cayó al agua y se ahogó. Jess queda devastado e incapaz de asumir o aceptar el impacto de la repentina muerte de su amiga, e incluso llega a negar su existencia. May Belle teme que Leslie vaya a ir al infierno debido a sus dudas hacia la religión, pero el padre de Jess le asegura que Dios no puede ser tan injusto. Cuando Jess se ve obligado a aceptar finalmente la muerte de Leslie, se entristece aún más al observar el dolor de los padres de ella, que deciden volver a su anterior lugar de residencia en Pensilvania. Deciden llevarse con ellos a P.T. y le regalan a Jess todos los libros de Leslie.
Jess decide rendir tributo a Leslie haciendo una corona funeraria, doblando una rama de pino en forma de círculo. Tras depositarlo en un lugar especial de Terabithia, descubre que May Belle le ha seguido hasta allí y se ha quedado atrapada en un tronco sobre el arroyo que él ha utilizado para cruzar después de que la cuerda se rompiera, y la ayuda a llegar al otro lado. Jess utiliza unas tablas de madera que han dejado los padres de Leslie para construir un puente sobre el arroyo e invita a May Belle a ir con él a Terabithia, nombrándola nueva reina en sustitución de Leslie y convirtiéndola en su nueva compañera de juegos.

## Capítulos
- Capítulo 1. Jesse Oliver Aarons, Jr..
- Capítulo 2. Leslie Burke
- Capítulo 3. La chica más rápida de quinto
- Capítulo 4. Los soberanos de Terabithia
- Capítulo 5. Los gigantes asesinos
- Capítulo 6. La llegada del príncipe Terrien
- Capítulo 7. La habitación dorada
- Capítulo 8. Pascua
- Capítulo 9. El maleficio
- Capítulo 10. El día perfecto
- Capítulo 11. ¡No!(Muerte de Leslie)
- Capítulo 12. Desamparado
- Capítulo 13. La construcción del puente

## Personajes
- Jess Oliver Aarons Jr - al principio de la historia, es tímido, cobarde, irascible y pesimista. Está enamorado de su joven profesora de música, que tiene un papel muy importante en los sucesos del final de la historia. Tras conocer, y más tarde perder a Leslie, Jess se transforma. Se vuelve valiente y abandona su ira y frustración.
- Leslie Burke - es una chica inteligente, sociable y con talento. Entre éstos se incluyen la gimnasia, la creatividad, la natación, escribir y correr. A Jess le llama la atención, y se hacen buenos amigos. No es socialmente aceptada por los estudiantes del colegio de Jess, porque es nueva. Muere cuando la cuerda con la que trata de cruzar el arroyo se rompe y ella cae al agua, se golpea la cabeza quedando inconsciente y se ahoga.
- Joyce Ann Aarons - la irritante hermana de cuatro años de Jess. May Belle piensa que Joyce Ann "no es más que un bebé".
- May Belle Aarons - May Belle es una de las hermanas pequeñas de Jess. Es descrita como la única de las hermanas de Jess con la que éste se siente a gusto. Sin embargo, como ella tiene 6 años y Jess 10, se muestra como el confidente ideal de Jess, dejándole muy necesitado de compañía. Desde el principio de la historia se nota que lo admira, y como él, siente que no encaja en su familia. Es la primera de sus hermanas en conocer Terabithia, y es nombrada nueva reina tras la muerte de Leslie. Ella es la única a la que Jess permite entrar en su mundo, y la que muestra algún tipo de empatía o aceptación hacia Jess en su familia.
- Ellie y Brenda Aarons - Ellie y Brenda Aarons son las dos hermanas mayores de Jess. Aparecen como personajes secundarios estáticos, o personajes que no tienen especial relevancia en el desarrollo de la historia. Nunca son mencionadas por separado en la novela y nunca son contempladas con buena perspectiva. Desde el principio de la historia le piden favores a su madre continuamente, y pagas que ella no les puede proporcionar. Quejándose lo suficiente saben que sus padres cederán, por ejemplo, pidiendo a su madre cinco dólares para los gastos del colegio, diciendo que su padre les prometió ese dinero. Siendo la mayor de las dos y la mayor de la familia, Ellie consigue sus propósitos. Las dos son increíblemente reacias a hacer cualquier cosa con Jess, pero sí con sus hermanas pequeñas, generalmente. En el punto culminante de la historia, cuando Jess se entera de la muerte de Leslie, es Brenda quien se lo dice. El hecho de que sea Brenda quien se lo comunique a Jess (y al lector) solo sirve para aumentar la impresión.
- Janice Avery - la matona del colegio de Lark Creek. Janice tiene sobrepeso, y tiende a ofenderse bastante cuando alguien se burla de ella por ello. Está enamorada de Willard Hughes, lo que Jess usa para engañarla. El padre de Janice la golpea y ella fuma en secreto.
- Miss Edmunds - la poco convencional y controvertida profesora de música, a quien Jess admira. Invita a Jess a ir con ella al Instituto Smithsoniano, lo que hace que Leslie vaya sola a Terabithia. Por ello, Leslie está sola cuando se cae de la cuerda y se ahoga debido a que se golpea la cabeza.
- Príncipe Terrien - Un cachorro que Jess regala a Leslie por Navidad. Es el guardián de la corte y el juglar de Terabithia.
- Gary Fulcher - él y Jess compiten para ser el más rápido de quinto, pero los dos son vencidos por Leslie.
- Mrs. Myers - la profesora de Jess y Leslie, a la que apodan "Myers Boca de Monstruo." Tras la muerte de Leslie, confiesa a Jess que la admiraba.
- Los padres de Leslie - son novelistas que llegan al lugar donde se desarrolla la historia para encontrar inspiración para sus trabajos. Al contrario que los demás vecinos, no ven la televisión y no creen que los que no son cristianos estén destinados a la condenación. Se mudan de vuelta a su anterior lugar de residencia tras la muerte de su hija.

## Importancia literaria
El contenido de la novela ha sido frecuentemente blanco de los censores, y aparece en el puesto noveno de la lista de los cien libros más cuestionados de la American Library Association de la década 1990-2000. En la lista de la década 2000-2009 aparece en el puesto 28. La censura se debe a que la muerte sea uno de los temas principales del libro, que Jess use frecuentemente la palabra "Dios" no para rezar, sino como exclamación, a alegaciones de que el libro promueve el humanismo secular, la Nueva Era, el ocultismo y el satanismo; y al uso de lenguaje ofensivo.
El libro es estudiado en clases de filología inglesa en Irlanda, Singapur, Australia, Canadá, Nueva Zelanda, Filipinas, Ecuador, Reino Unido, Costa Rica, Panamá, Sudáfrica y Estados Unidos. 
En 2012, fue situado en el puesto décimo en una lista de las mejores novelas infantiles de todos los tiempos elaborada por School Library Journal, una revista literaria estadounidense. Otros dos libros de Paterson fueron incluidos entre los 100 primeros.

## Adaptaciones
Se han realizado dos adaptaciones de la novela. La primera fue un telefilme producido por PBS en 1985, protagonizado por Annette O'Toole, Julian Coutts y Julie Beaulieu. La segunda fue una versión cinematográfica protagonizada por Josh Hutcherson, AnnaSophia Robb, Robert Patrick, Bailee Madison y Zooey Deschanel, producida por Walt Disney Pictures y Walden Media y estrenada en 2007. David Paterson, hijo de la autora e inspiración del personaje de Jess, fue productor y coautor del guion de esta nueva adaptación.